# Alberto Mantovani
Alberto Mantovani (Castel d'Ario, 18 marzo 1952) è un ex calciatore italiano, di ruolo difensore.

## Caratteristiche tecniche
Giocava nel ruolo di terzino o libero.

## Carriera
Cresciuto nel Mantova, affacciatosi in prima squadra a partire dalla stagione Serie A 1969-1970, segue, essenzialmente da rincalzo (solo nella stagione 1972-1973 viene schierato con una certa continuità), i virgiliani nel loro cammino altalenante a inizio anni settanta, che li porta prima alla promozione in Serie A (dove Mantovani disputa 3 incontri in maglia biancorossa), quindi ad una doppia retrocessione fino alla Serie C.
Nel 1973 viene acquistato dal Torino, scendendo in campo in campionato in una sola occasione, nel successo interno sul Bologna del 7 aprile 1974.
A fine stagione passa al Parma in Serie B, dove trova il posto da titolare (37 presenze), in un'annata che vede la retrocessione degli emiliani. Risale quindi in massima serie per vestire la maglia del Cagliari, dove totalizza 11 presenze e colleziona la quarta retrocessione in cinque anni.
Nel 1977 torna al Mantova in Serie C, dove resta per due stagioni, prima di disputare il campionato di Serie C2 1979-1980 con la Cerretese.
In carriera ha collezionato complessivamente 15 presenze in Serie A e 62 in Serie B.

## Palmarès

### Club

#### Competizioni nazionali
- Serie B: 1

Mantova: 1970-1971